# Ванское
Ванское — деревня в Устюженском районе Вологодской области.
Входит в состав Лентьевского сельского поселения (с 1 января 2006 года по 11 января 2007 года входила в Моденское сельское поселение), с точки зрения административно-территориального деления — в Моденский сельсовет.
Расположена на левом берегу реки Молога. Расстояние до районного центра Устюжны по автодороге — 38 км, до центра муниципального образования деревни Лентьево по прямой — 16 км. Ближайшие населённые пункты — Зимник, Колоколец, Попчиха. Напротив через Мологу на её правом берегу расположено село Модно.
По переписи 2002 года население — 262 человека (118 мужчин, 144 женщины). Преобладающая национальность — русские (95 %).